# ریچموند (نیوهمپشایر)
ریچموند (به انگلیسی: Richmond) یک منطقهٔ مسکونی در ایالات متحده آمریکا است که در شهرستان چشایر، نیوهمپشایر واقع شده‌است. ریچموند ۹۷٫۷ کیلومتر مربع مساحت و ۱٬۱۹۷ نفر جمعیت دارد و ۳۲۴٫۰۱ متر بالاتر از سطح دریا واقع شده‌است.